# 八王子市役所

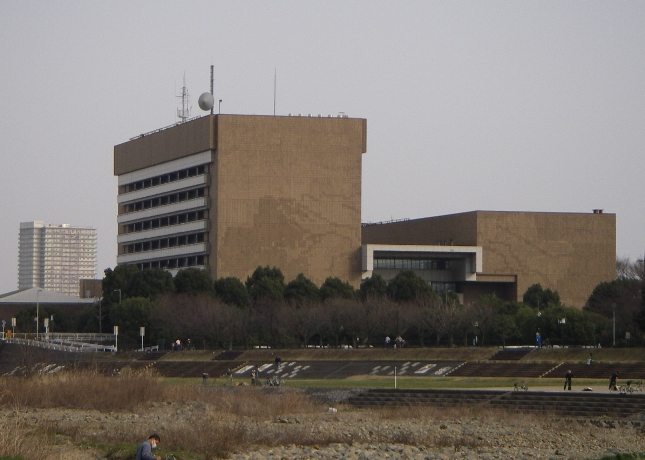
八王子市役所（事務棟10F・議会棟6F）

八王子市役所（はちおうじしやくしょ）は、日本の地方公共団体である八王子市の組織が入る施設（役所）。

## 所在地
- 東京都八王子市元本郷町3丁目24番1号
- 交通アクセス
  - 西八王子駅方面より:西東京バス楢原町行乗車、「市役所前」停留所下車。
  - 八王子駅・京王八王子駅方面より:西東京バス松枝住宅行または横川町住宅行乗車、「市役所入口元本郷公園東」停留所下車。

## 沿革
- 1888年（明治21年）4月1日 - 八王子町役場を元横山町に設置。
- 1891年（明治24年）5月 - 八日町に移転。
- 1897年（明治30年）4月22日 - 明治大火により焼失、元本郷町の善能寺を仮庁舎として使用し、後に小門町へ移転。
- 1899年（明治32年）4月15日 - 役場焼失により本町に仮役場を開設。
- 1900年（明治33年）5月1日 - 元横山町の旧一府九県連合共進会本館の建物に移転。
- 1902年（明治35年）3月28日 - 元横山町392番地の元役場への移転を申請、同年4月4日に認可。
- 1910年（明治43年）3月28日 - 八幡町へ移転。
- 1917年（大正6年）9月1日 - 市制施行により八王子市役所へ改称。
- 1930年（昭和5年）6月30日 - 天神町の市立第四尋常小学校旧校舎へ仮移転。
- 1937年（昭和12年）10月20日 - 天神町に新庁舎を落成。
- 1945年（昭和20年）8月2日 - 八王子空襲により焼失。翌日から1951年の新庁舎開設まで、小宮出張所、市立第一小学校講堂などを仮庁舎として使用。
- 1951年（昭和26年）3月26日 - 本町24-1の新庁舎に移転。
- 1983年（昭和58年）9月24日 - 元本郷町の新庁舎に移転、10月3日業務開始。

## 市庁舎
2009年1月13日から仮庁舎で2010年7月まで業務を行った。
- 本庁舎東側の仮庁舎で建築課、水循環室、道路事業部（計画課、管理課、財産課、建設課、交通事業課）が業務を開始。

### 本庁舎
| 階 | 事務棟（北側） | 議会棟（南側）                                                             |
| -- | --- | -------------------------------------------------------------------------- |
| 8F | 総務部（総務課（統計担当））、選挙管理委員会事務局、監査事務局、社会福祉協議会、勤労者福祉サービスセンター、生活安定応援相談窓口 |                                                                            |
| 7F | 市民活動推進部（協働推進課・学園都市文化課・国際交流課）、教育委員会、教育長室、学校教育部（教育総務課・施設整備課・学事課・指導室）、生涯学習スポーツ振興部（生涯学習総務課・スポーツ振興課・文化財課）                                                                             |                                                                            |
| 6F | 財務部（財政課・契約課）、産業政策部（産業政策課・観光課・農林課（併農業委員会））、道路事業部（計画課・管理課・財産課・建設課・交通事業課） |                                                                            |
| 5F | 財務部（建築課）、まちなみ整備部（住宅対策課・開発指導課・建築指導課・市街地整備課・公園課・区画整理室）、南口再開発推進室 | 傍聴席、議場                                                               |
| 4F | 市民課 | 全員協議会室・第2〜第6委員会室                                             |
| 3F | 市長室、副市長室、総合政策部（政策審議室・広聴広報室（秘書担当））、行政経営部（行革推進課・経営監理室）、総務部（総務課・法制課（併公平委員会）・職員課） | 市議会事務局（庶務調査課・議事課）、正・副議長室、議員控室、第1委員会室    |
| 2F | 環境部（安全衛生管理課）、財務部（管財課）、環境部（環境政策課・環境保全課・ごみ減量対策課）、水環境部（水環境整備課・下水道課・水道課）、喫茶室 | 税務部（税制課・住民税課・資産税課・納税課）                               |
| 1F | 総務部（市政資料室・情報公開・個人情報保護コーナー）、市民部（市民総務課・市民課）、健康福祉部（高齢者支援課・国民健康保険年金課）、IT研修室（検査棟）、天気相談所、正面玄関・市民ロビー・案内                                                                                       | 会計課、健康福祉部（健康福祉総務課・介護保険課・障害者福祉課・生活福祉課） |
| BF | 総合政策部（広聴広報室（広聴担当））、財務部（車両管理事務所）、生活安心部（暮らしの安全安心課・防災課）、市民部（八王子駅南口総合事務所開設準備担当）、健康福祉部（地域医療推進課・生活福祉課（自立支援担当））、まちづくり計画部（都市計画室・交通政策室）、守衛室、売店、東通用口 | 食堂                                                                       |

## 事務所（浅川・由木・元八王子・北野）

### 所在地
浅川事務所
- 八王子市高尾町1652番地1

由木事務所
- 八王子市下柚木2丁目10番地6

元八王子事務所
- 八王子市大楽寺町419番地1

北野事務所
- 八王子市北野町549番地5

## 事務所（横山・館・由木東・恩方・川口・加住・由井・石川）

### 所在地
横山事務所
- 八王子市並木町15番15号

館事務所
- 八王子市館町156番地

由木東事務所
- 八王子市鹿島111番地1

恩方事務所
- 八王子市下恩方町3395番地

川口事務所
- 八王子市川口町908番地1

加住事務所
- 八王子市加住町1丁目170番地2

由井事務所
- 八王子市片倉町119番地4

石川事務所
- 八王子市石川町481番地

## 南大沢・八王子駅南口総合事務所

### 所在地
南大沢事務所
- 八王子市南大沢2丁目27番地 フレスコ南大沢1階

八王子駅南口総合事務所
- 八王子市子安町四丁目77番1 サザンスカイタワー八王子4階

## 放送送信施設
市役所本庁舎事務棟屋上にコミュニティ放送局の八王子エフエム送信所が設置されている。
| 放送局名       | コールサイン | 周波数  | 空中線電力 | 実効輻射電力 | 放送区域内世帯数 | 開局日        |
| -------------- | ------------ | ------- | ---------- | ------------ | ---------------- | ------------- |
| 八王子エフエム | JOZZ3CL-FM   | 77.5MHz | 20W        | 6.8W         | 84，556世帯      | 2017年10月1日 |

- 2017年9月17日 15時15分から試験電波発射開始
- 2017年10月1日　本放送開始